# Santo Maldito
Santo Maldito é uma série de televisão de drama brasileira produzida pela Intro Pictures para a The Walt Disney Company. Com direção de Gustavo Bonafé, Mariana Bastos e Lucas Fazzio, a série conta a história de um professor ateu que se transforma em um idolatrado pastor após crerem que ele realizou um milagre. A série estreou em 8 de fevereiro de 2023 no Star+.

## Enredo
Quando a esposa de Reinaldo entra em estado vegetativo, o intelectual professor de cursinho, toma a desesperada atitude de colocar um fim no sofrimento, mas, milagrosamente, Maria Clara acorda. Reinaldo não sabia, mas foi filmado por um fiel de uma pequena igreja. Acreditando estar diante de um homem iluminado por Deus, o fracassado pastor, Samuel, oferece todas as suas economias para que Reinaldo pregue em sua igreja. Endividado com as despesas hospitalares da esposa, Reinaldo aceita e se torna um líder religioso complexo. Incapaz de confessar seus erros e preocupado com a própria imagem de bom pai de Gabriela e marido de Maria Clara, ele embarca num caminho de autodescoberta, para entender quem realmente é.

## Elenco

### Principal
- Felipe Camargo como Reinaldo
- Augusto Madeira como Samuel
- Bárbara Luz como Gabriela
- Ana Flávia Cavalcanti como María Clara
- Marina Provenzzano como Sônia
- Vinícius Meloni como Sinval
- Ariclenes Barroso como Paulo
- Mariana Sena como Carolina
- Nill Marcondes como Sérgio
- Bri Fiocca como Eleonora
- Helena Albergaria como Bispa Joyce

### Participação especial
- Othon Bastos

## Episódios
| N.º                                                                                                  | Título                         | Dirigido por                  | Escrito por                       | Lançamento             |
| --- | ------------------------------ | ----------------------------- | --------------------------------- | ---------------------- |
| 1 | "A Sinfonia do Acaso"          | Gustavo Bonafé                | Rubens Marinelli e Ricardo Tiezzi | 8 de fevereiro de 2023 |
| Um pastor oferece dinheiro para Reinaldo pregar na sua igreja pois acredita que ele fez um milagre.  |                                |                               |                                   |                        |
| 2 | "A Verdade Liberta"            | Gustavo Bonafé                | Rubens Marinelli e Ricardo Tiezzi | 8 de fevereiro de 2023 |
| Após o culto, Reinaldo imagina que voltará à sua vida normal, mas a fé insiste em bater à sua porta. |                                |                               |                                   |                        |
| 3 | "Palavras Têm Poder"           | Mariana Bastos                | Rubens Marinelli e Ricardo Tiezzi | 8 de fevereiro de 2023 |
| Reinaldo aceita a oferta de Samuel por mais alguns cultos em troca de um bom dinheiro.               |                                |                               |                                   |                        |
| 4 | "Eu Sou o Que Eu Sou"          | Mariana Bastos                | Rubens Marinelli e Ricardo Tiezzi | 8 de fevereiro de 2023 |
| A vida de Reinaldo desaba quando a filha Gabriela descobre sua face oculta de Pastor Rei.            |                                |                               |                                   |                        |
| 5 | "Todo Mundo Carrega uma Culpa" | Gustavo Bonafé e Lucas Fazzio | Rubens Marinelli e Ricardo Tiezzi | 8 de fevereiro de 2023 |
| Reinaldo sente culpa e quer devolver o dinheiro, mas sabe que suas palavras transformam vidas.       |                                |                               |                                   |                        |
| 6 | "Oração ao Santo Maldito"      | Gustavo Bonafé e Lucas Fazzio | Rubens Marinelli e Ricardo Tiezzi | 8 de fevereiro de 2023 |
| Dinei confronta Reinaldo que se assume santo maldito. Em uma briga com testemunhas, Dinei morre.     |                                |                               |                                   |                        |
| 7 | "Grande Abismo"                | Gustavo Bonafé                | Rubens Marinelli e Ricardo Tiezzi | 8 de fevereiro de 2023 |
| Reinaldo está perdido e arrasado: Maria Clara o expulsou de casa, Gabriela não quer saber de papo.   |                                |                               |                                   |                        |
| 8 | "Círculo do Bem e do Mal"      | Gustavo Bonafé                | Rubens Marinelli e Ricardo Tiezzi | 8 de fevereiro de 2023 |
| Após uma conversa com seu pai, Reinaldo descobre algo importante sobre sua infância e seu dom.       |                                |                               |                                   |                        |

## Produção
Em novembro de 2021, foi anunciado que Felipe Camargo estrelaria a série, com as gravações sendo realizadas em São Paulo, e que uma segunda temporada já havia sido encomendada. Em fevereiro de 2022, foi anunciado que o término das gravações da série, assim como o restante do elenco, com lançamento previsto para 2022.

## Lançamento
Santo Maldito foi lançada em 8 de fevereiro de 2023 através do Star+ na América Latina, no Hulu nos Estados Unidos e em outros países no Disney+ através do hub de conteúdo Star.